# کیرنیزویل (ویرجینیای غربی)
کیرنیزویل (به انگلیسی: Kearneysville) یک منطقهٔ مسکونی در ایالات متحده آمریکا است که در ویرجینیای غربی واقع شده‌است. کیرنیزویل ۶٬۷۱۶ نفر جمعیت دارد.